# Спурий Карвилий Максим Руга
Спу́рий Карви́лий Ма́ксим Ру́га (лат. Spurius Carvilius Maximus Ruga; умер в 211 году до н. э.) — древнеримский политический деятель и военачальник из плебейского рода Карвилиев, консул 234 и 228 годов до н. э. Удачно воевал с корсами и сардами. Считается первым римлянином, который дал развод своей жене.

## Происхождение
Спурий Карвилий принадлежал к незнатному плебейскому роду Карвилиев. Согласно Капитолийским фастам, его отец и дед носили преномены «Спурий» и «Гай» соответственно. Спурием, сыном Гая, был двукратный консул (в 293 и 272 годах до н. э.) Спурий Карвилий Максим, но исследователи констатируют, что между этими двумя нобилями была слишком большая разница в возрасте, чтобы их можно было уверенно считать отцом и сыном.
Личное прозвище Карвилия Максима — «Руга» (ruga) — указывало на морщинистость лица его носителя.

## Биография
Первое упоминание о Спурии Карвилии в сохранившихся источниках относится к 234 году до н. э. Тогда Руга был консулом совместно с патрицием Луцием Постумием Альбином. Он воевал сначала против корсов, а затем против сардов (управлявший Сардинией претор Публий Корнелий умер до истечения полномочий). Сардов Спурий Карвилий разбил в большом сражении, и за это по возвращении в Рим он был удостоен триумфа.
В 228 году до н. э. Спурий Карвилий во второй раз стал консулом вместе с Квинтом Фабием Максимом (впоследствии Кунктатором). Согласно Марку Туллию Цицерону, он бездействовал, когда его коллега энергично мешал принятию аграрного закона народного трибуна Гая Фламиния о выделении плебеям земельных участков в Цизальпийской Галлии. Но Полибий относит принятие этого закона ко времени консулата Марка Эмилия Лепида, то есть к 232 году до н. э.
В 216 году до н. э., сразу после битвы при Каннах, Спурий Карвилий предложил пополнить поредевший сенат, включив в него по два представителя от каждого латинского племени; таким образом предполагалось ещё и укрепить Италийский союз во время тяжёлой войны. Но эта инициатива была отвергнута с негодованием, и было решено держать всю эту историю в тайне. В 211 году до н. э. Спурий Карвилий умер. Известно, что на момент смерти он был членом жреческой коллегии авгуров и что его место занял Марк Сервилий Пулекс Гемин.
Цицерон рассказывает о некоем Спурии Карвилии, который «сильно хромал от раны, полученной в бою за отечество, и поэтому стеснялся показываться на людях». Мать сказала ему: «Да покажись же, милый Спурий, пусть каждый твой шаг каждый раз напоминает тебе о твоих подвигах!» Здесь может идти речь именно о Максиме Руге, хотя полной уверенности в этом у исследователей нет.

## Семья
Античные авторы пишут, что Спурий Карвилий был первым римлянином, который развёлся со своей женой (её имя не сообщается). Он сделал это из-за бесплодия супруги, но отношение к разводу в обществе всё же было неодобрительным.